# Chiara Dall'Ora
Chiara Dall'Ora (Negrar, 11 gennaio 1983) è una pallavolista italiana.
Gioca nel ruolo di centrale nel Cerea.

## Carriera
La carriera di Chiara Dall'Ora inizia nel 1999 quando entra a far parte dell'ADS Pallavolo Cerea, club con il quale disputa il campionato di Serie B2. Nell'annata seguente fa parte del progetto federale del Club Italia. Dopo una stagione nell'Antares Sommacampagna, in serie B1, passa all'Olympia Volley di Padova, squadra della stessa categoria della precedente, dove resta per quattro annate.
Nella stagione 2004-05 fa in suo esordio nella pallavolo professionistica con il Volley Club Padova, in Serie A2, con il quale conquista la promozione in Serie A1, disputando anche la stagione successiva. Dopo una parentesi con il Robursport Volley Pesaro, dove conquista una Supercoppa italiana, dalla stagione 2007-08 gioca per quattro stagioni nel River Volley Piacenza, inizialmente in serie cadetta e conquistando poi la promozione nella massima categoria nel campionato 2008-09.
Nella stagione 2011-12 viene ingaggiata dalla Futura Volley Busto Arsizio, con la quale si aggiudica la Coppa Italia, la Coppa CEV e lo scudetto.
Nella stagione 2012-13 passa alla neo-promossa Cuatto Volley Giaveno, mentre nella stagione seguente scende di categoria, andando a giocare in Serie B1 col Padova Volley Project, dove resta per due annate. Pur restando nella medesima categoria, nel campionato 2015-16 approda all'Associazione Sportiva Dilettantistica Pallavolo Cerea.

## Palmarès

### Club
- Campionato italiano: 1

2011-12
- Coppa Italia: 1

2011-12
- Supercoppa italiana: 1

2006
- Coppa CEV: 1

2011-12